# Viktor Chklovsky

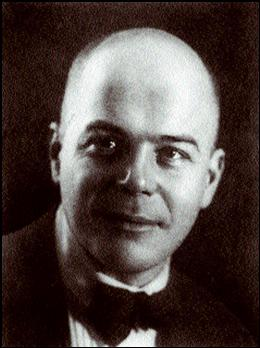
Viktor Shklovsky

Viktor Borisovich Shklovsky (ainda Shklovskii ou Chklovski; em russo:  Виктор Борисович Шкловский; São Petersburgo, 24 de janeiro de 1893 - Moscou, 6 de Dezembro 1984) foi um crítico literário e cenógrafo russo. Foi um dos principais expoentes do formalismo russo, notório pela conceituação do estranhamento na arte. Foi também organizador da Sociedade para o Estudo da Linguagem Poética (Obscestvo izucenija Poeticeskogo Jazyka - OPOJAZ) em São Petesburgo. 

## Vida pessoal e trabalho
Frequentou a Universidade de São Petersburgo. Durante a Primeira Guerra Mundial, serviu como comissário no exército vermelho, como ele descreve em suas memórias Sentimental'noe puteshestvie, vospominaniia (Uma Jornada Sentimental).
Shklovsky desenvolveu o conceito de ostranenie ou estranhamento em literatura. Este conceito foi aplicado por Bertolt Brecht ao seu teatro. Shklovsky explica suas ideias da seguinte maneira:
| “ | O propósito da arte é promover (impart) a sensação das coisas como elas são percebidas e não como elas são conhecidas. O objetivo da técnica na arte é tornar os objetos não familiares, fazer as formas difíceis, aumentar a dificuldade e capacidade de percepção porque o processo de percepção na arte é um fim em si e deve ser prolongado. Arte é sempre um caminho da experiência artística de um objeto; o objeto não é importante. (Shklovsky, "Art as Technique", p.12) | ” |

Em outras palavras, a Arte deve apresentar as coisas numa nova e estranha forma, desfamiliarizando o conhecido.
Shklovsky fundou a OPOJAZ (Sociedade para o Estudo da Linguagem Poética - Obscestvo izucenija Poeticeskogo Jazyka), um dos dois principais grupos do Círculo Linguístico de Moscou, onde foram desenvolvidas as técnicas e teorias críticas do formalismo russo.
O trabalho de Shklovsky colocou o formalismo russo na direção do entendimento da atividade literária como parte integral da prática social, uma ideia central no trabalho de Mikhail Bakhtin, dos formalistas e da semiótica.
Além de trabalhos críticos e biografias sobre os seguintes autores Laurence Sterne, Máximo Gorki, Leo Tolstoy e Vladimir Mayakovsky, ele escreveu um grande número de trabalhos autobiográficos. Praticamente toda sua obra pode ser encontrada em traduções do russo ao italiano.

## Cenografia em filmes
- La baie de la mort, filme de Abram Room, 1926
- Trois dans un sous-sol, filme de Abram Room, 1927
- La maison de la place Trubnaia (em colaboração), filme de Boris Barnet, 1928
- Turskib, filme de Victor Tourine, 1929
- La maison morte, depois de Dostoïevski, filme de Vassili Fiodorov, 1932
- Horizon, filme de Lev Kuleshov, 1932
- Minin et Pozharsky, filme de Vsevolod Pudovkin, 1939
- Ovod, filme de Alexandre Fajntsimmer, 1955
- Les cosaques, filme de Vassili Pronine, 1961, apresentado no Festival de Cannes.
- Tri tolstyaka, filme de Valentina e Zinaida Brumberg, Youri Olecha, 1963
- Skazka o zolotom petushke, filme de Aleksandra Snezhko-Blotskaya, Pouchkine, 1965
- La ballade de Bering et ses amis, (em colaboração), filme de Youri Chviryov, 1970.